# Calicasas
Calicasas ist eine Gemeinde in der Provinz Granada im Südosten Spaniens mit 658 Einwohnern (Stand: 2024). Die Gemeinde liegt in der Comarca Vega de Granada. 

## Geografie
Die Gemeinde Calicasas wird von den Gemeinden Albolote, Cogollos Vega, Güevéjar und Peligros begrenzt. 

## Geschichte
Der Name des Ortes beruht auf dem Arabischen Begriff Quaryat al-Qannar. Heute ist er ein Wohnvorort von Granada.